# Zdzisław Tomczak
Zdzisław Tomczak – polski koszykarz, dwukrotny mistrz Polski.

## Osiągnięcia
Klubowe
- Mistrz Polski (1955, 1958)